# Heuliez GX 107
 (juillet 2011).
Si vous disposez d'ouvrages ou d'articles de référence ou si vous connaissez des sites web de qualité traitant du thème abordé ici, merci de compléter l'article en donnant les références utiles à sa vérifiabilité et en les liant à la section « Notes et références ».
L'Heuliez GX 107 est un autobus urbain fabriqué et commercialisé par le constructeur français Heuliez Bus de 1984 à 1996. Les versions midibus et articulé seront également disponibles, nommées GX 77H et GX 187.
Il sera lancé avec un moteur Renault Diesel ne répondant à aucune norme européenne de pollution car mis en service avant octobre 1990. Durant cette année, Renault Trucks, fabriquant et fournisseur de moteurs, devra modifier la motorisation du véhicule afin de le rendre réglementaire afin qu'il respecte la norme Euro 0, puis au fil des années, il sera amélioré jusqu'à la norme Euro 1.
Le GX 107 remplace l'Heuliez O 305 et sera remplacé par l'Heuliez GX 317.

## Historique
L'Heuliez GX 107 est présenté officiellement les 20 et 21 octobre 1983. Sa commercialisation a commencé début 1984 et a fini en 1996. Il succède à l'Heuliez O 305 et sera remplacé par les GX 217 et GX 317. 2 113 unités ont été vendues.
Les modèles similaires sont le Renault PR 100.2 ou encore le Mercedes-Benz O 405.

## Générations

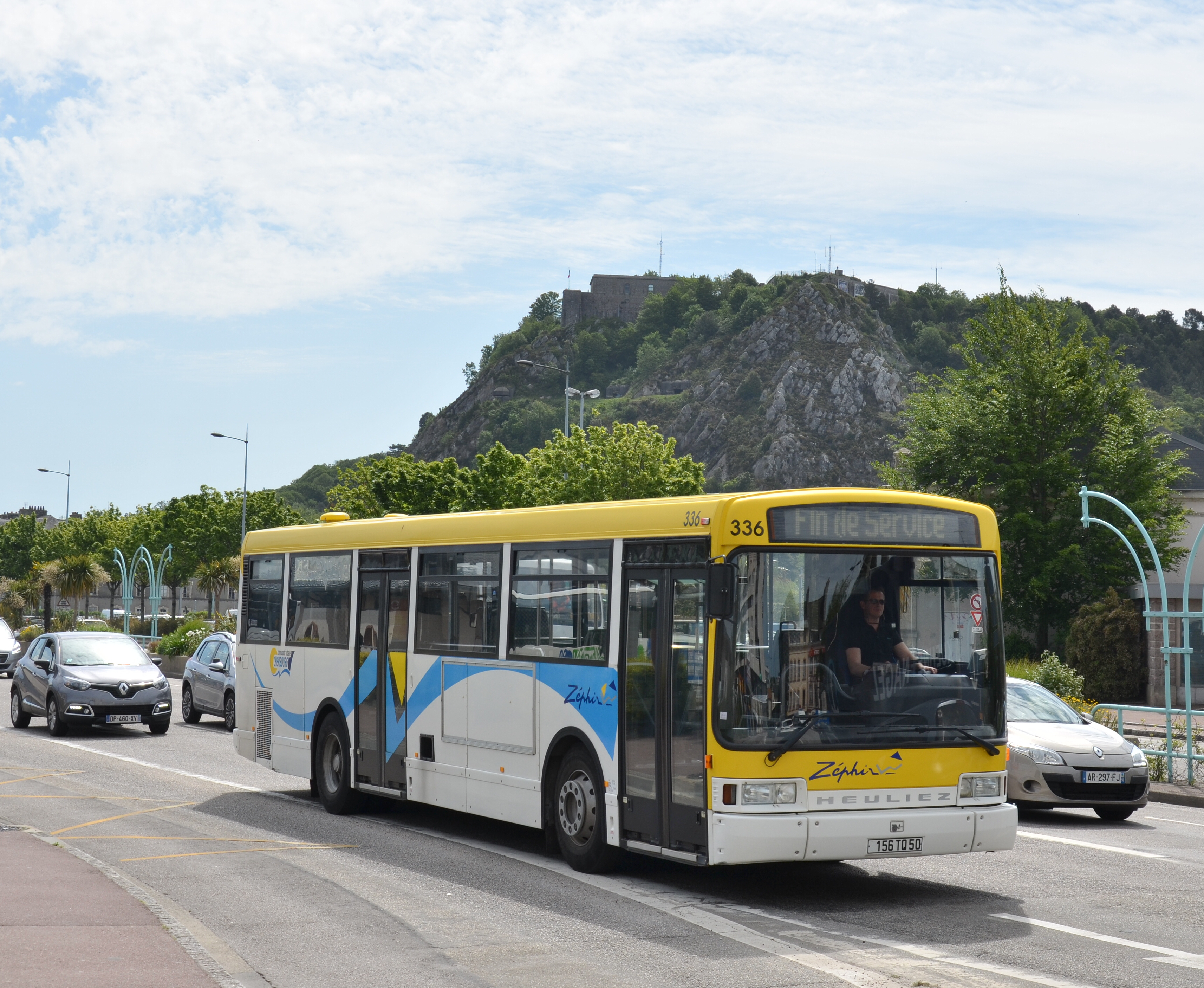

Le GX 107 a été produit avec 3 générations de moteurs Diesel : 
- Aucune norme antipollution : construit de 1984 à 1990.
- Euro 0 : construit de 1990 à 1993.
- Euro 1 : construit de 1993 à 1996.

## Les différentes versions
Les modifications sont identiques au GX 187.

### Première génération
Fabriqué de 1984 à 1988.
- les bords du pare-brise avant sont en équerre ;

### Deuxième génération
Fabriqué de 1988 à 1996.
- les bords du pare-brise avant sont arrondis ;
- les feux arrière sont redessinés légèrement ;
- les bouches d'aérations sous la baie arrière sont supprimées et placées sur le côté droit, juste après la dernière vitre.

### Les autres versions

#### Heuliez GX 44 et GTX

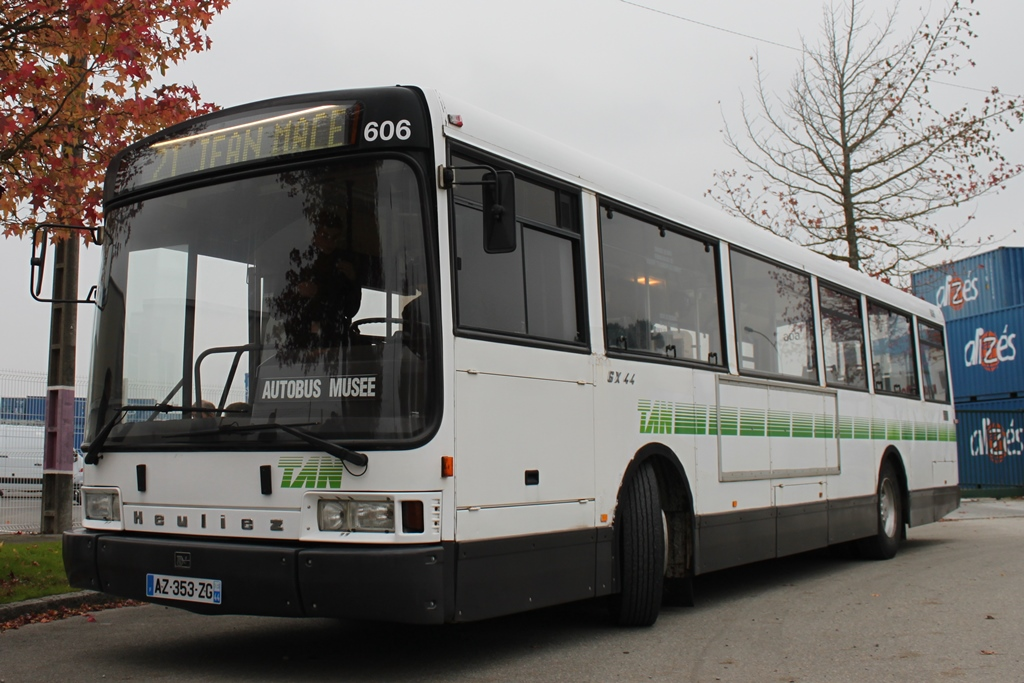
Heuliez GX 44 de l'association Omnibus-Nantes.

Construit sur un châssis de Mercedes-Benz O 305, la ville de Nantes, souhaitant moderniser ses bus mais n'ayant pas les moyens d'en acheter des neufs, a décidé de retirer la carrosserie de ses Heuliez O 305 vieillissant pour la remplacer par une carrosserie de GX 107. Un peu moins de 200 exemplaires ont ainsi été re-carrossés et utilisés principalement à Nantes ; une quinzaine des 200 véhicules ont été distribués dans d'autres villes[réf. nécessaire].
Une version articulée du GX 44 a aussi existé sur la base d'un Heuliez O 305 : le GTX. L'unique différence est la face avant qui était remplacée. Ils ont circulé à la STGA d'Angoulême, la Divia de Dijon, ainsi qu'à la SAVAC[réf. nécessaire].
Les GX 44 et GTX sont munis d'un moteur Diesel Mercedes-Benz OM 407 de 6 cylindres en ligne développant une puissance de 180 chevaux ou 210 en option. La boîte de vitesses est automatique à 4 rapports.
Aujourd'hui, trois GX 44 sont conservés : un par l'AMTIUR (no 506), un second par Omnibus Nantes (no 606) et un troisième par la SEMITAN (no 633). En 2014, le dernier GX 44 en service commercial (no 599) a été réformé par l'entreprise FAST Quérard. Plusieurs ont une seconde vie transformés bus info, Restos du cœur, location de vélos ou encore plus surprenant l'un d'eux trône sur un bâtiment nantais (La Fabrique) à une dizaine de mètres de hauteur[réf. nécessaire]. De nombreux autres véhicules réformés ont été transférés vers les pays de l'Est de l'Europe tels que la Bulgarie ou la Russie.
Le 44 dans le nom GX 44 représente le numéro de département de la Loire-Atlantique.

#### Heuliez GX 113

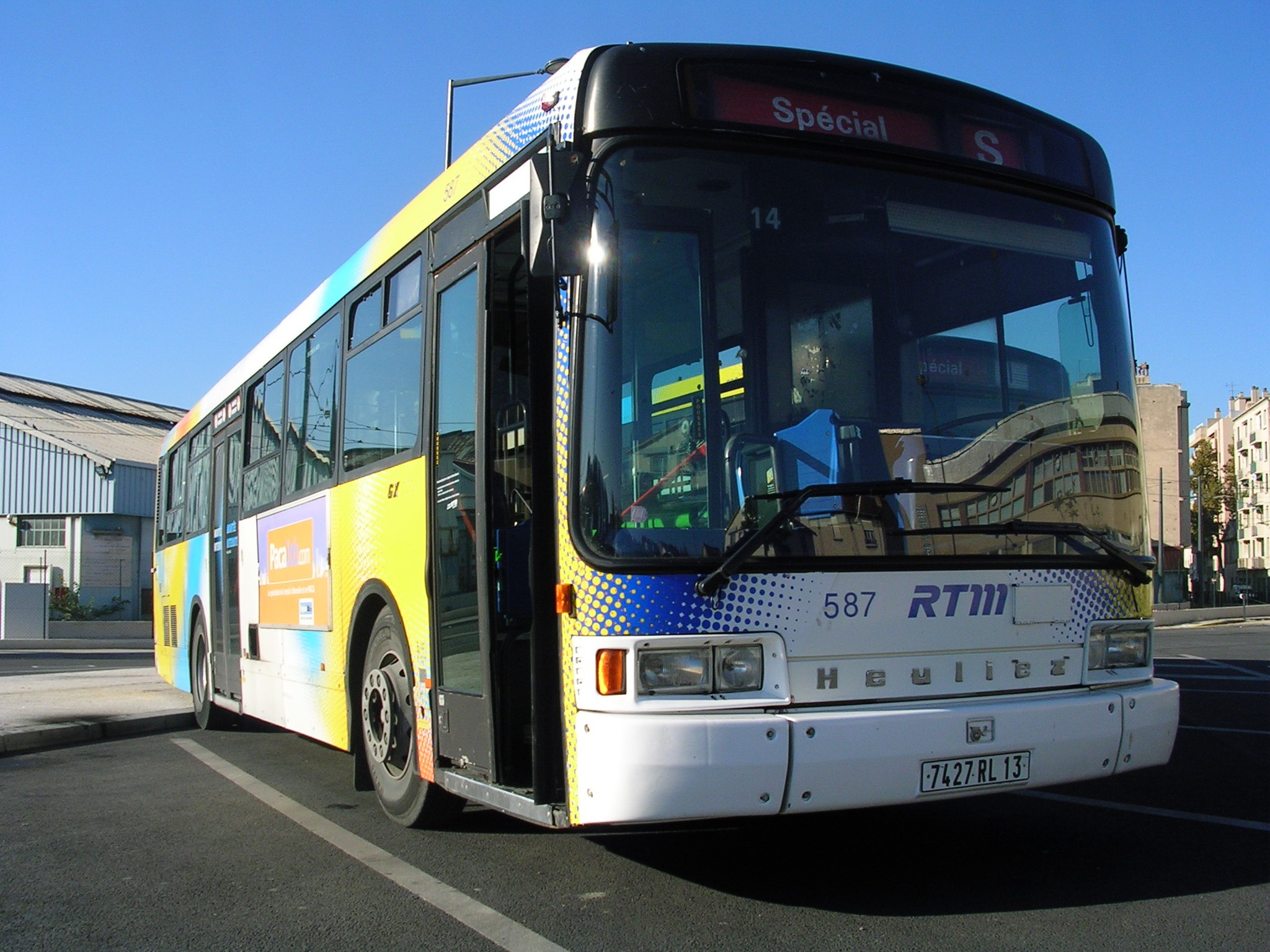
Un GX 113 du réseau RTM de Marseille.

Basée sur le GX 107, le GX 113 a été spécialement conçu pour le réseau de Marseille, qui voulait développer un nouveau bus. De 1985 à 1988, ce bus aura exactement les mêmes propriétés que le GX 107 de base, sauf sa livrée, qui est spécifique à la ville de Marseille (ils en ont eu deux), ainsi que son intérieur (couleur, sellerie…). En 1993, le bus aura une caisse renforcée, ainsi que des baies vitrées spécifiques.
- Sa construction débuta en 1985 et fut arrêtée quelques années avant la version originale, en 1995. Il a été conçu à 299 exemplaires.
- Sa commercialisation fut de 291 exemplaires, à partir du 5 juin 1985 à avril 1989 puis de 1993 à 1995.

Depuis septembre 2011, les GX 113 ont complètement disparu du réseau.
Le 13 dans le nom GX 113 représente le numéro de département des Bouches-du-Rhône.
Caractéristiques et fabrication des GX 113
- En 1985, 37 bus fabriqués : no 101 à no 138 (les véhicules no 122 à no 138 seront équipés de places réservées sur estrade).
- En 1986, 108 bus fabriqués : no 139 à no 175, no 401 à no 471, no 53 et no 54.
- En 1987, 71 bus fabriqués : no 472 à no 542, no 55 et no 56 (le no 503 sera refait à neuf).
- En 1988, 32 bus fabriqués : no 545 à no 575, no 57 et no 58 (le no 575 sera le premier à tester les nouvelles girouettes à pastilles).
- En 1989, 5 bus fabriqués : no 576 à no 580 (deuxième génération).
- En 1993, 14 bus fabriqués : no 581 à no 594 (caisse renforcée et baies vitrées spécifiques).
- En 1994, 2 bus fabriqués : no 59 et no 60 (caisse renforcée et baies vitrées spécifiques).
- En 1995, 17 bus fabriqués : no 595 à no 599, no 601 à no 612 (caisse renforcée et baies vitrées spécifiques).

Les GX 113 sont motorisés comme les GX 107.

#### Heuliez GX 87S
Ne doit pas être confondu avec Heuliez GX 87.

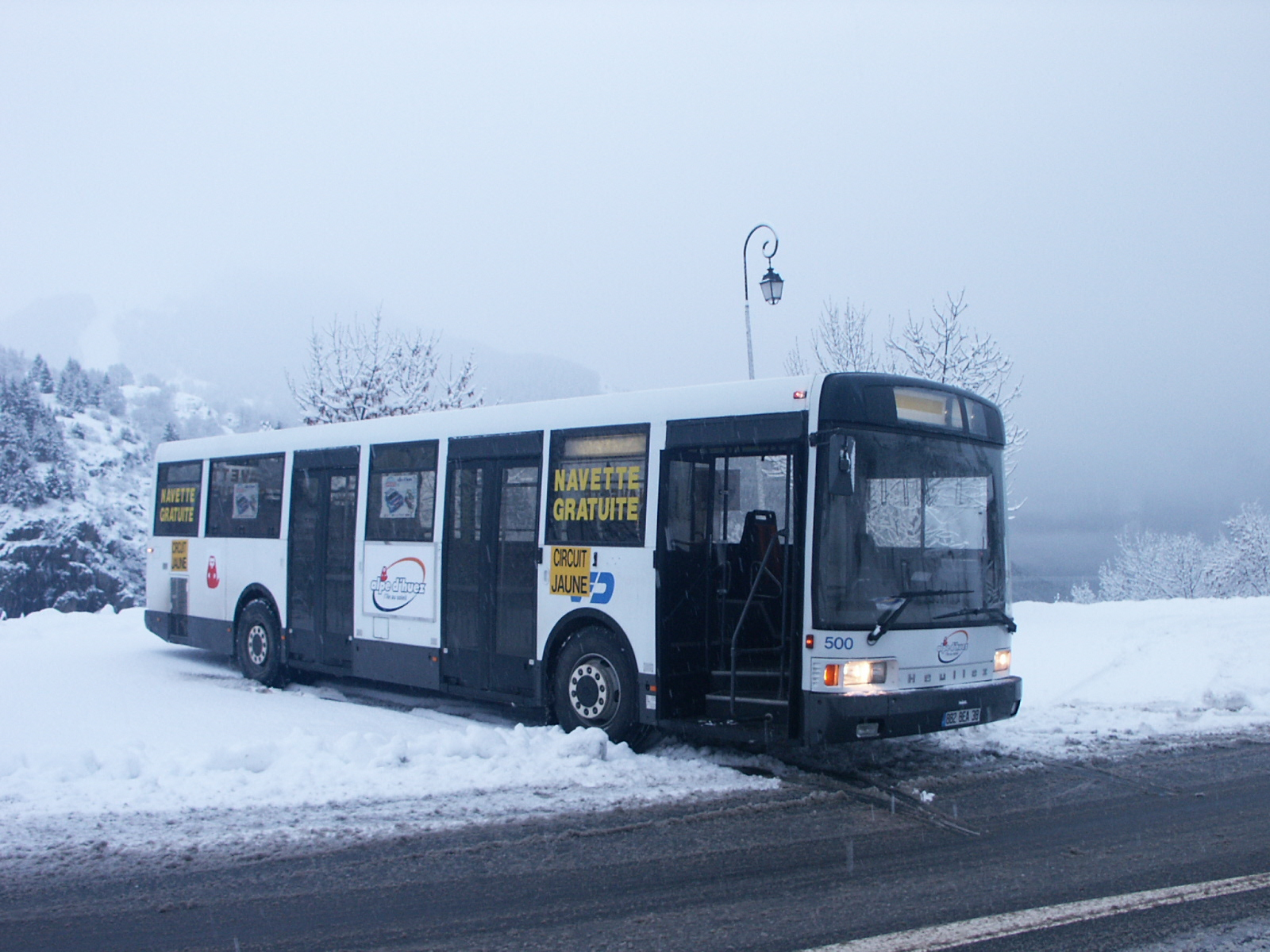
Un GX 87S.

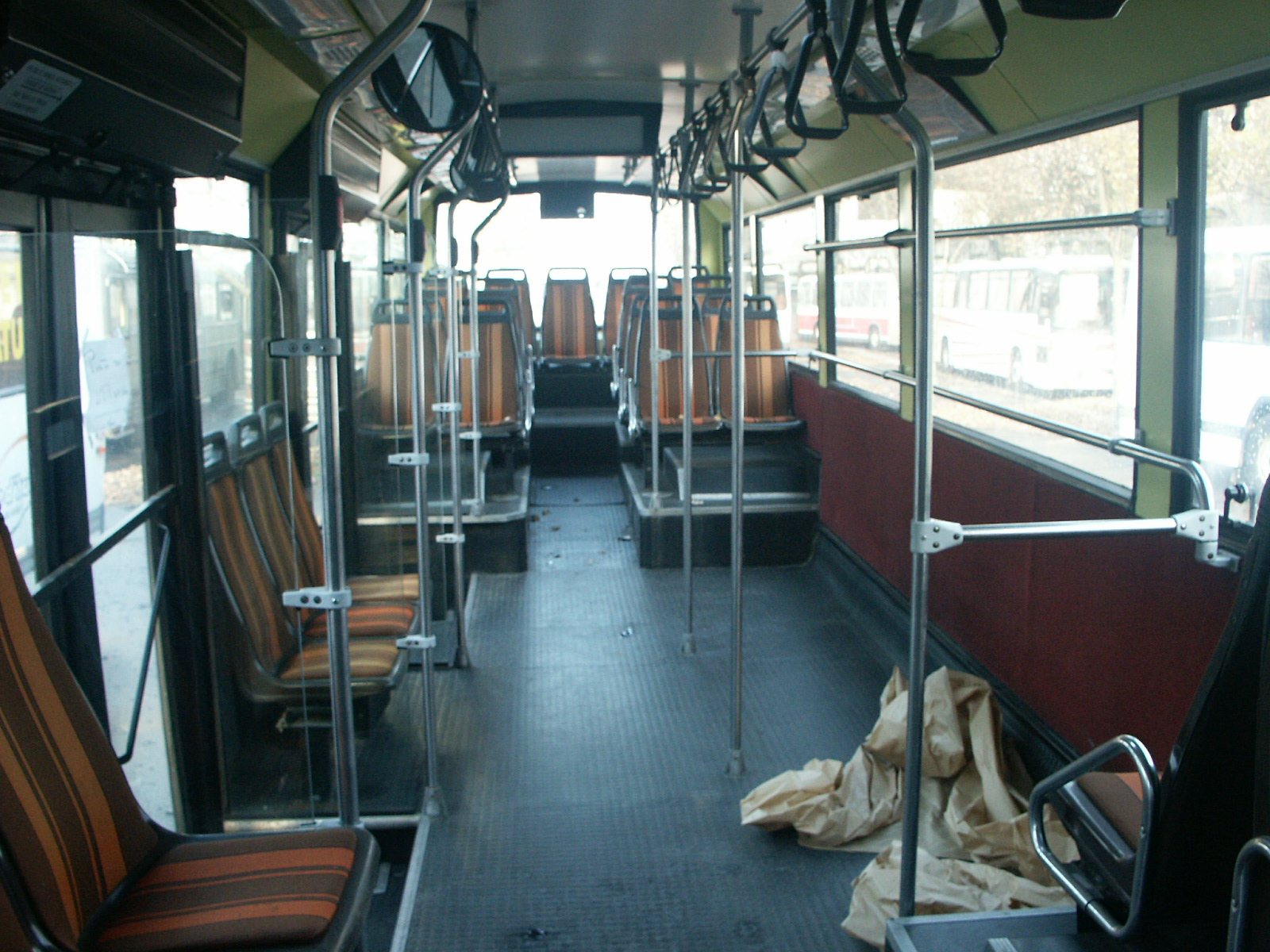
Vue intérieure du GX 87S.

L'Heuliez GX 87S est une version limitée à une dizaine d'exemplaires de la gamme GX 107 spécialement conçus pour la desserte de l'aéroport d'Orly, livrés en février 1986. Il possède 3 portes et peut transporter environ 80 voyageurs du fait de sa configuration intérieure. En mars 1989, après leur retrait du service aéroportuaire, les GX 87S sont rachetés par la RATP pour une exploitation sur le réseau TAC de Charleville-Mézières[réf. nécessaire]. Ils effectueront leur dernier service à partir de 1999 comme navette gratuite à l'Alpe d'Huez, avant d'être réformés en 2004.

#### Heuliez GX 307H
Le GX 307H, également nommé Euro'Bus, est un prototype d'autobus urbain créé en 1988 permettant de lancer la phase 2 du GX 107 de base.

## Caractéristiques

### Dimensions

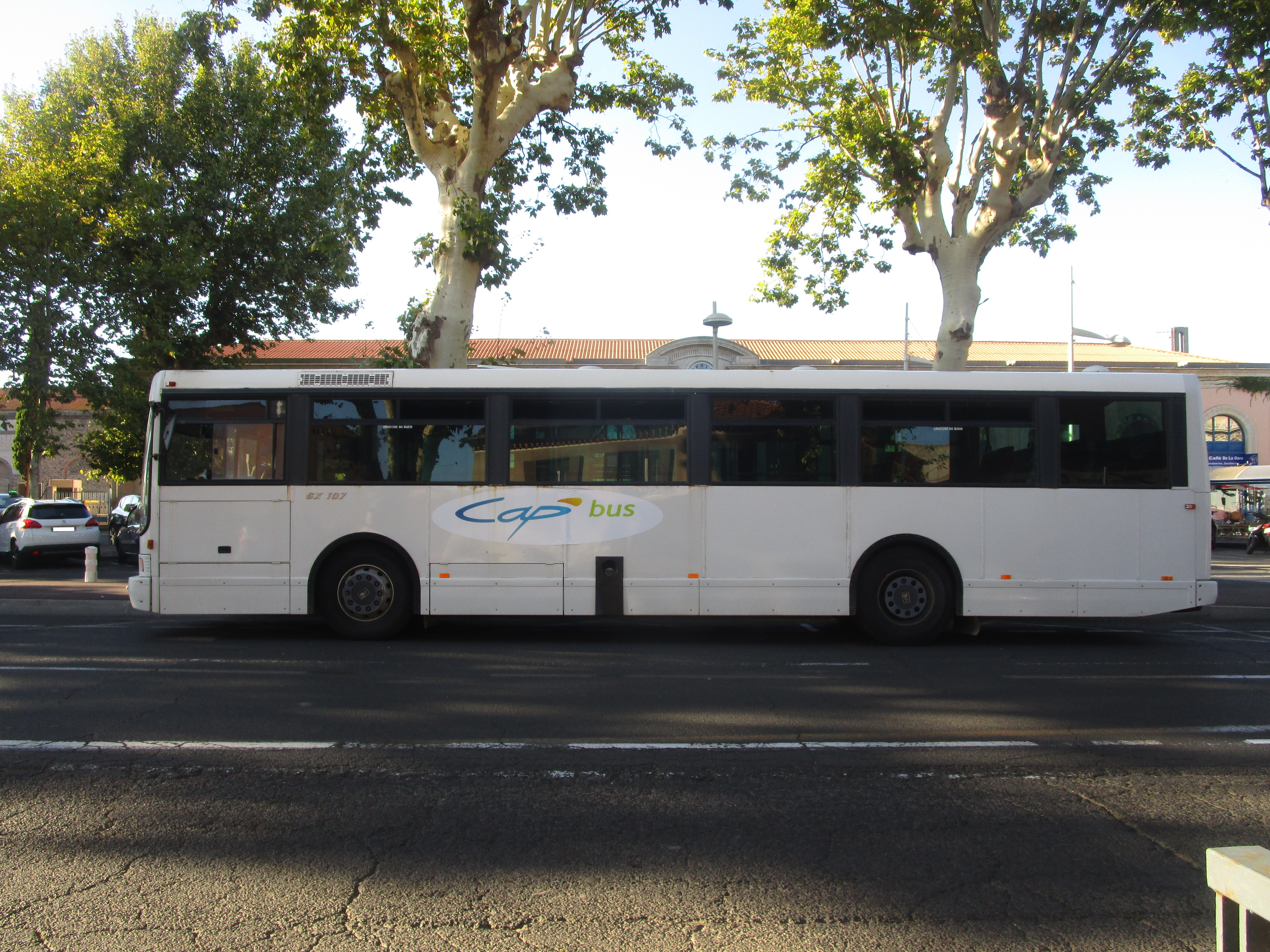
Heuliez GX 107.

|                                   | Heuliez GX 107                | Heuliez GX 44     | Heuliez GX 113                | Heuliez GX 307H | Heuliez GX 87S                |
| --------------------------------- | ----------------------------- | ----------------- | ----------------------------- | --------------- | ----------------------------- |
| Longueur                          | 11 590 mm                     | 11 590 mm         | 11 590 mm                     |                 | 11 590 mm                     |
| Largeur (sans rétroviseurs)       | 2 500 mm                      | 2 500 mm          | 2 500 mm                      | 2 500 mm        | 2 500 mm                      |
| Hauteur (sans climatisation)      | 2 915 mm                      |                   | 2 915 mm                      |                 | 2 915 mm                      |
| Empattement                       | 5 600 mm                      |                   | 5 600 mm                      |                 | 5 600 mm                      |
| Porte-à-faux                      | AV : 2 690 mm ; AR : 3 300 mm |                   | AV : 2 690 mm ; AR : 3 300 mm |                 | AV : 2 690 mm ; AR : 3 300 mm |
| Rayon de braquage                 | 10 900 mm                     |                   | 10 900 mm                     |                 | 10 900 mm                     |
| Angle d’attaque / Fuite           |                               |                   |                               |                 |                               |
| Masse à vide                      | Selon aménagement             | Selon aménagement | Selon aménagement             |                 |                               |
| P.T.A.C.                          | 17 400 kg                     | 17 400 kg         | 17 400 kg                     |                 |                               |
| Capacité : assis + debout = maxi* | Maxi 100                      | Maxi 100          | Maxi 100                      |                 | 21 + 61 = 82                  |
| Portes                            | 2 ou 3                        | 2                 | 2                             | 3               | 3                             |
| Hauteur du plancher               | 680 mm                        |                   | 680 mm                        |                 | 680 mm                        |
| Réservoir à combustible           | Diesel : 200 l                |                   | Diesel : 200 l                |                 | Diesel : 200 l                |

* = variable selon l'aménagement intérieur.

### Motorisations
Le GX 107 a eu deux motorisations diesel modifiées au fil des années de sa production en fonction des différentes normes européennes de pollution :
- le Renault MIPR 06.20.45 (Aucune norme à Euro 1) six cylindres en ligne de 9,8 litres avec turbocompresseur développant 175 ch.
- le Renault MIPR 06.20.45 suralimenté (Aucune norme à Euro 1) six cylindres en ligne de 9,8 litres avec turbocompresseur développant 196 ch.

Il pouvait être équipé de différentes boites de vitesses automatiques. Soit de la marque ZF (avec les 4 HP 500 à 4 rapports et 5 HP 500 à 5 rapports) ou de la marque Voith (avec les 851.2 et 863, les deux à 3 rapports).
| Modèle                             | Construction                                    | Moteur + Nom                                 | Norme Euro                 | Cylindrée          | Performance                    | Couple                   |
| GX 107 (ZF 4 HP 500) (ZF 5 HP 500) | 1984 - 10/1990 10/1990 - 10/1993 10/1993 - 1996 | 6 cylindres en ligne Renault MIPR 06.20.45   | Aucune norme Euro 0 Euro 1 | 9 840 cm3 (9,8 L)  | 129 kW (175 ch) à 1 900 tr/min | 900 N m à 1 200 tr/min   |
| GX 107 (ZF 4 HP 500) (ZF 5 HP 500) | 1984 - 10/1990 10/1990 - 10/1993 10/1993 - 1996 | 6 cylindres en ligne Renault MIPR 06.20.45 s | Aucune norme Euro 0 Euro 1 | 9 840 cm3 (9,8 L)  | 144 kW (196 ch) à 2 100 tr/min | 1 000 N m à 1 400 tr/min |
| GX 107 (Voith 851.2)               | 1984 - 10/1990 10/1990 - 10/1993 10/1993 - 1996 | 6 cylindres en ligne Renault MIPR 06.20.45   | Aucune norme Euro 0 Euro 1 | 9 840 cm 3 (9,8 L) | 129 kW (175 ch) à 1 900 tr/min | 900 N m à 1 200 tr/min   |
| GX 107 (Voith 863)                 | 1984 - 10/1990 10/1990 - 10/1993 10/1993 - 1996 | 6 cylindres en ligne Renault MIPR 06.20.45 s | Aucune norme Euro 0 Euro 1 | 9 840 cm3 (9,8 L)  | 144 kW (196 ch) à 2 100 tr/min | 1 000 N m à 1 400 tr/min |

### Châssis et carrosserie
Il est construit sur le châssis du Renault PR 100.
Certains modèles pouvaient avec un pare-brise en deux parties.

### Options et accessoires
Il est équipé en série d'un système d'aide à l'exploitation (SAE).
Aménagements intérieurs

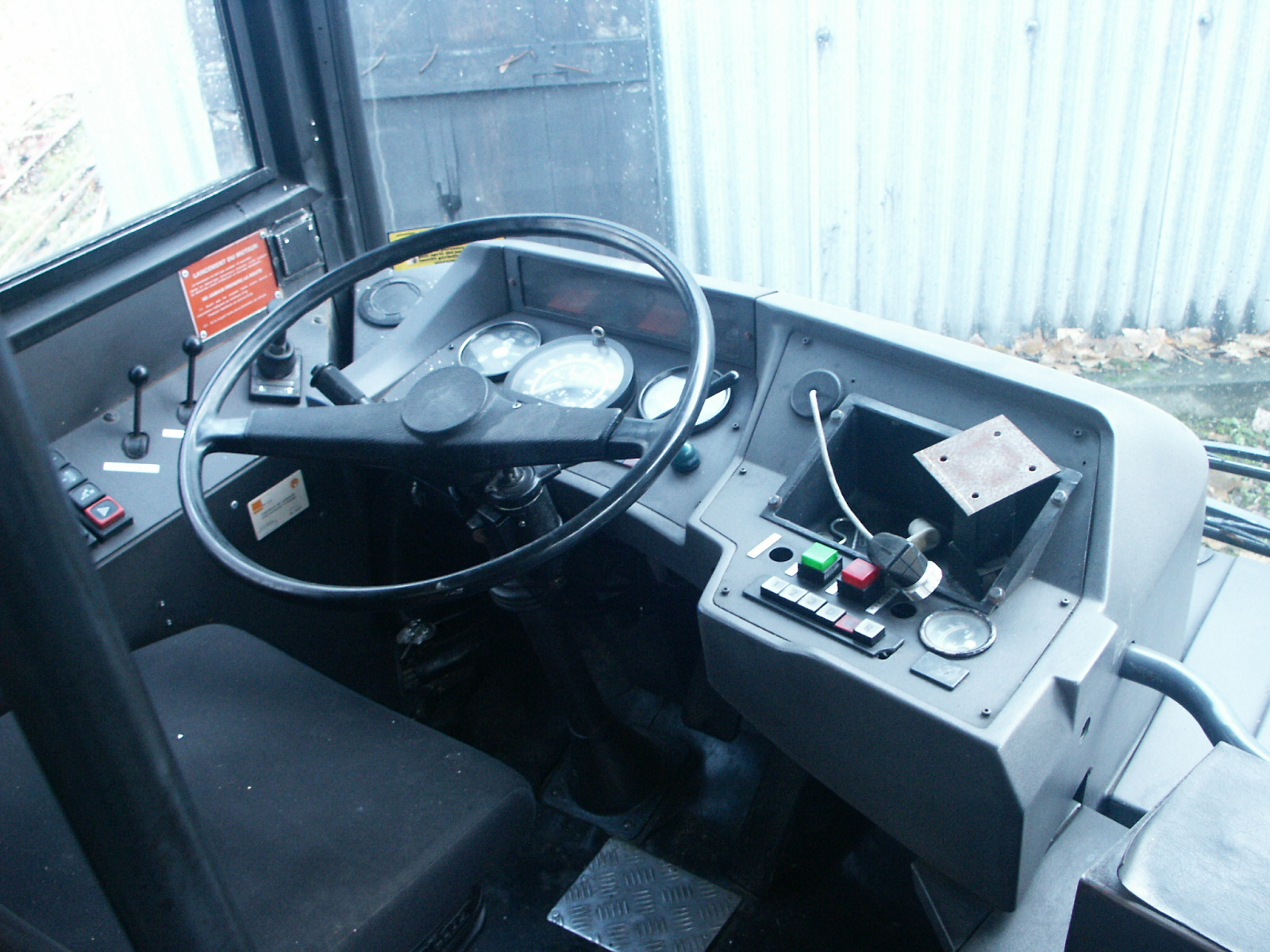
Poste de conduite.

Le GX 107 était disponible avec de nombreuses configurations d'implantation : 
- Modèle 2 portes :
  - 24 assis + 76 debout + conducteur ;
  - 25 assis + 75 debout + conducteur ;
  - 27 assis + 73 debout + conducteur ;
  - 41 assis + conducteur (version interurbain).

- Modèle 3 portes :
  - 25 assis + 75 debout + conducteur ;
  - 28 assis + 72 debout + conducteur.